# Gericht Ulfa
Das Gericht Ulfa war ein Amt der Freiherren von Pretlack.

## Funktion
In Mittelalter und Früher Neuzeit waren Ämter eine Ebene zwischen den Gemeinden und der Landesherrschaft. Die Funktionen von Verwaltung und Rechtsprechung waren hier nicht getrennt. Dem Amt stand ein Amtmann vor, der von der Landesherrschaft eingesetzt wurde. 

## Geschichte
Das Gericht Ulfa war Teil des hessischen Amtes Stornfels, das seit 1583 zur Landgrafschaft Hessen-Darmstadt gehörte. Es gelangte – wohl unter dem hessischen Generallieutenant Johann Rudolf Victor von Pretlack (1668–1737) – an die Familie von Pretlack.

## Bestandteile
Zum Gericht Ulfa gehörten:
- Stornfels[3] und
- Ulfa[4].

## Recht
Im Gericht Ulfa galt als Partikularrecht das Gemeine Recht. Es behielt seine Geltung noch im gesamten 19. Jahrhundert und wurde erst zum 1. Januar 1900 von dem einheitlich im ganzen Deutschen Reich geltenden Bürgerlichen Gesetzbuch abgelöst.